# Placentofagia

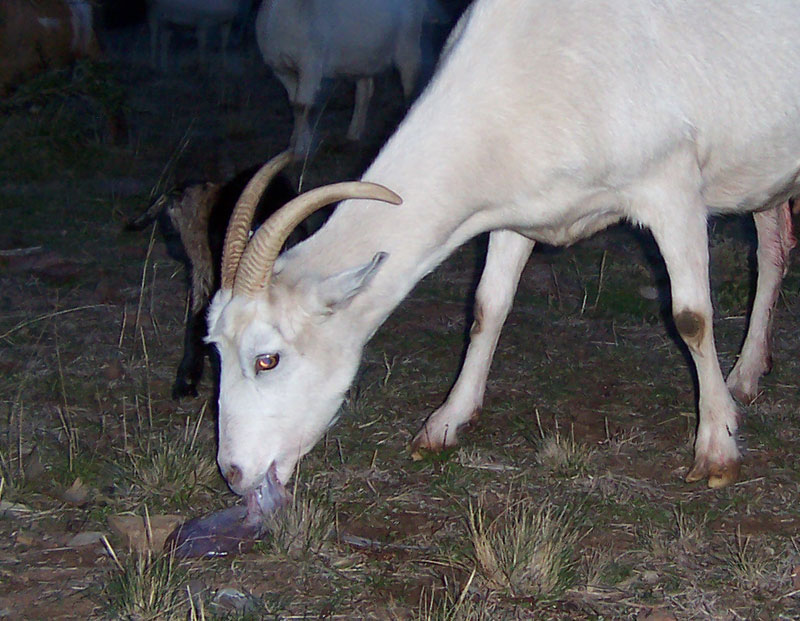
Una cabra recién parida comiendo el saco amniótico

Se llama placentofagia a la conducta de comer la placenta y otros restos del parto, generalmente practicada por la madre al finalizar aquel. 
Está presente en las hembras de la mayoría de especies de mamíferos placentarios, incluyendo los herbívoros. Las excepciones son el ser humano, los cetáceos, algunos pinnípedos, y los camélidos.  Se  han planteado varias hipótesis para explicar esta conducta, algunas en términos evolutivos, como la ventaja que supone para eliminar eficazmente los indicios que podrían atraer depredadores al nido o al lugar del parto, evitar los riesgos de infecciones por la descomposición. También se ha propuesto que podría servir para devolver nutrientes a la madre o para calmar el hambre tras el parto, pero ninguna de estas hipótesis ha sido totalmente aceptada.
Otra hipótesis propone que el consumo de la placenta y el líquido amniótico ayudarían a la madre a rebajar el dolor tras el parto, ya que contienen una molécula llamada POEF, Placental Opioid-Enhancing Factor, factor placentario de refuerzo opioide, que actúa como agonista de los receptores opioides, induciendo analgesia. Esta sustancia fue identificada en 1986 por el psicobiólogo Mark Kristal en la placenta de ratas, y demostró que aumenta el umbral de dolor, tanto en hembras como en machos. Posteriormente se repitió el experimento, en ratas hembra, con placenta humana y de delfín, —dos de las especies que no comen la placenta— demostrando  que tienen los mismos efectos analgésicos.
Las hembras de los marsupiales no desarrollan placenta, por lo que no pueden comerla, pero lamen vigorosamente los fluidos de parto cuando son excretados.[cita requerida]

## Placentofagia en el ser humano
La mayoría de mamíferos se comen la placenta, incluyendo los primates, y de entre estos, los parientes más cercanos del ser humano, los póngidos. Sin embargo, apenas hay evidencia acerca de su consumo por parte de las mujeres tras el parto, ni indicios de que antiguamente fuera corriente. No se conocen las causas de esta anomalía entre el ser humano y la mayoría de los demás mamíferos, aunque se han propuesto varias razones, culturales o evolutivas. Una de las hipótesis propone que la causa fue el uso del fuego, ya que el humo y las cenizas contienen toxinas que la placenta detiene.
En algunas culturas tradicionales la placenta es reverenciada como una parte del ser que nace, y es tratada de forma ritual. Por ejemplo, aún hoy, entre los nativos hawaianos y sus descendientes es costumbre enterrarla en un lugar sagrado.
Hay escasos relatos, algunos de ellos sobre consumo con objeto medicinal, de placentas humanas o de animales, a menudo por personas distintas a la madre. Por ejemplo, un relato acerca de parteros y matronas chinos, vietnamitas o tailandeses que consumían la placenta de las madres sanas y jóvenes, pero no hay datos sobre las razones por la que lo hacían. También hay evidencia que en Nigeria, un hechicero usaba placenta desecada de oveja para inducir el parto.
La placenta humana ha sido usada como ingrediente en algunos remedios de la medicina china tradicional —Placenta hominis, en mandarín: Zǐhéchē, tradicional: 紫河車, simplificado: 紫河车—, por ejemplo, para combatir las anemias intratables, que no responden a las suplementaciones con hierro, para trastornos hepáticos y renales. He che da zao wan es el nombre de una fórmula que se dice que "estimula la sangre de la esencia y complementa el riñón y el pulmón". La placenta humana en combinación con hierbas chinas tradicionales también se ha utilizado para tratar la infertilidad. Sin embargo, no hay tradición de su administración específica a la madre.  
A pesar de lo insólito de la conducta, desde los años 80 del siglo XX una proporción pequeña pero creciente de mujeres consumen la placenta de sus hijos tras dar a luz, aconsejadas por practicantes de medicinas alternativas que aseguran que su consumo tiene varios beneficios:  reduce el dolor, previene la depresión postparto y ayuda a la lactancia. Sin embargo, su consumo y manipulación tienen riesgos, sobre todo si la madre sufre alguna enfermedad infectocontagiosa, como el SIDA por VIH o las hepatitis víricas, aunque el mayor riesgo para la madre reside en las toxinas que la placenta puede contener, ya que ésta es un filtro que detiene algunas sustancias que podrían perjudicar al feto y las almacena hasta el parto.